# Yusuf Alli
Yusuf Alli (* 28. Juli 1960 in Edo) ist ein ehemaliger nigerianischer Leichtathlet und Weitspringer. Er gewann bei verschiedenen internationalen Turnieren Gold- und Silbermedaillen und stellte bei den Leichtathletik-Afrikameisterschaften 1989 in Lagos, der damaligen Hauptstadt seines Heimatlandes, mit 8,27 m noch heute gültigen nigerianischen Rekord im Weitsprung auf.
Sechs Jahre zuvor belegte Yusuf bei den Leichtathletik-Weltmeisterschaften 1983 in Helsinki im Finale den achten Platz. Auch nahm er mit der Auswahl Nigerias an drei Olympischen Sommerspielen teil und erreichte 1984 in Los Angeles den neunten Rang. 1980 in Moskau und 1988 in Seoul schied er dagegen jeweils in der ersten Runde aus.